# Lộc Hưng (xã)
Lộc Hưng là một xã thuộc tỉnh Đồng Nai, Việt Nam.
Xã Lộc Hưng có diện tích 30 km², dân số năm 2005 là 7.655 người, mật độ dân số đạt 255 người/km².